# Rio Cănicea
O Rio Cănicea é um rio da Romênia, afluente do Domaşnea, localizado no distrito de Caraş-Severin.